# Wiktor Konstantinowitsch Sereschnikow
Wiktor Konstantinowitsch Sereschnikow (* 24. November 1873; † 27. Juni 1944) war ein sowjetischer Philosoph. 
Er studierte bis 1897 Jura in Sankt Petersburg. Von 1907 bis 1912 war er wegen revolutionärer Aktivitäten im Exil. 1918 wurde er in Moskau Professor an der Kommunistischen Akademie. Er war Mitbegründer und der erste Rektor der Smolensker Universität. Während der Stalinschen Säuberungen wurde er 1938 verhaftet, 1944 starb er im Gefängnis.